# Aleochara arizonica
Aleochara arizonica är en skalbaggsart som beskrevs av Jan Klimaszewski 1984. Aleochara arizonica ingår i släktet Aleochara och familjen kortvingar. Inga underarter finns listade i Catalogue of Life.